# Schmiedefeld, Saalfeld-Rudolstadt
Schmiedefeld là một đô thị thuộc huyện Saalfeld-Rudolstadt, trong bang Thüringen, nước Đức. Đô thị Schmiedefeld, Saalfeld-Rudolstadt có diện tích 9,51 km².